# Bandella cerra
Bandella cerra är en tvåvingeart som beskrevs av Daniel J. Bickel 2002. Bandella cerra ingår i släktet Bandella och familjen dansflugor.
Artens utbredningsområde är New South Wales. Inga underarter finns listade i Catalogue of Life.